# Francisco Checa
Francisco Checa Tenorio (Panama, 4 febbraio 1940 – Panama, 13 aprile 2008) è stato un cestista panamense.

## Carriera
Con Panama ha disputato i Giochi panamericani di Winnipeg 1967 e i Giochi olimpici di Città del Messico 1968.